# ياماتوتاكادا (نارا)
مدينة ياماتوتاكادا (بالإنجليزية: Yamatotakada)‏ هي أحد المدن التابعة لمحافظة نارا. تأسست رسميًا في 01/01/1948. ويقدر عدد سكانها بـ 69473 نسمة حسب تقدير مكتب الإحصاء الياباني لعام 2012. تبلغ مساحة ياماتوتاكادا 16.49 كم2. بكثافة سكانية تبلغ 4213 نسمة/كم2.

## توأمة
لياماتوتاكادا (نارا) اتفاقيات توأمة مع:
- ليزمور

## أعلام
- هيروفومي ايتو